# 青春沙灘
《青春沙灘》（Falcon Beach），是加拿大拍攝的一齣青春劇，內容與《OC》相近。但故事背景並非熱情的美國，而是民風純樸的加拿大，內容圍繞著沙灘發生，一班年青人不但要為感情事而煩惱，更要為生計和未來而躊躇。
Jason是當地一個土生土長、經營水上運動用品租售的沙灘小子；他的老友Danny是當地大型商場少東，個性憨厚；Jason前女友Tanya夢想堂模特兒，卻最後欠下一屁股的債。